# Період Сьова
Період Сьова (яп. 昭和時代, сьова дзідай — дослівно «освічений мир») — період в історії Японії з 1926 по 1989 роки. Тривав від початку вступу на трон імператора Сьова до вступу на трон імператора Акіхіто.
Назва періоду Сьова походить від однойменного девізу імператорського правління який використовувався в Японії з 1926 по 1989 роки.
Період Сьова характеризувався посиленням ролі військових у прийнятті політичних рішень, участю і поразкою Японії у другій світовій війні, окупацією країни силами США і СРСР, демократизацією і перетворенням Японії на одну з економічно передових держав світу.
| Прапор Японії | Це незавершена стаття про Японію. Ви можете допомогти проєкту, виправивши або дописавши її. |